# Letnie Mistrzostwa Słowenii w Skokach Narciarskich 2019
Letnie Mistrzostwa Słowenii w Skokach Narciarskich 2019 – zawody rozegrane 12 października 2019 roku w miejscowości Kranj. Konkursy w ramach mistrzostw rozgrywały się na skoczni normalnej Bauhenk.
Rywalizację w kategorii mężczyzn zwyciężył Timi Zajc wyprzedzając o niespełna dwa punkty sklasyfikowanego na drugiej pozycji Anže Laniška. Trzecie miejsce na podium zajął Tilen Bartol straciwszy do miejsca wyżej ponad sześć punktów. Złoty medalista sprzed sezonu, a mianowicie Rok Justin sklasyfikowany został na szóstej pozycji. Do zawodów przystąpiło czterdziestu czterech zawodników.
Tytuł w kategorii kobiet zdobyła Ema Klinec. Na drugiej lokacie ze stratą nieco ponad dwóch punktów uplasowała się Urša Bogataj. Skład podium zawodów uzupełniła trzecia Nika Križnar, której do triumfu zabrakło ponad osiem punktów. W zawodach sklasyfikowanych zostało szesnaście zawodniczek.
Konkurs drużyn mieszanych zwyciężyła druga ekipa klubu SSK Ilirija, którą reprezentowali Urša Bogataj, Špela Rogelj, Matija Vidic oraz Lovro Kos. Na drugim miejscu sklasyfikowany został zespół SSK Žiri, gdzie najlepiej zaprezentowała się Ema Klinec. Na najniższym stopniu podium stanęli zawodnicy reprezentujący pierwszą drużynę SSK Ilirija, gdzie Timotej Jeglič jako jedyny uzyskał notę indywidualną wynoszącą ponad dwieście punktów. W zawodach wystartowało w sumie pięć drużyn.

## Wyniki

### Mężczyźni – 12 października 2019 – HS109
| Msc. | Zawodnik      | Klub           | I seria | II seria | Punkty |
| ---- | ------------- | -------------- | ------- | -------- | ------ |
| 1.   | Timi Zajc     | SSK Ljubno BTC | 108,0 m | 99,0 m   | 243,1  |
| 2.   | Anže Lanišek  | SSK Mengeš     | 109,0 m | 98,5 m   | 241,5  |
| 3.   | Tilen Bartol  | SSK Sam Ihan   | 105,5 m | 98,5 m   | 235,2  |
| 4.   | Cene Prevc    | SK Triglav     | 103,0 m | 100,5 m  | 234,3  |
| 5.   | Anže Semenič  | NSK Tržič FMG  | 104,0 m | 98,5 m   | 231,5  |
| 6.   | Rok Justin    | SSD Stol       | 102,0 m | 98,5 m   | 227,9  |
| 7.   | Lovro Kos     | SSK Ilirija    | 106,5 m | 95,0 m   | 227,7  |
| 8.   | Žak Mogel     | SSK Ljubno BTC | 102,5 m | 95,5 m   | 221,4  |
| 9.   | Jernej Damjan | SSK Sam Ihan   | 100,0 m | 96,5 m   | 218,7  |
| 10.  | Peter Prevc   | SK Triglav     | 103,5 m | 95,0 m   | 216,8  |
| . .. |               |                |         |          |        |

### Kobiety – 12 października 2018 – HS109
| Msc. | Zawodniczka   | Klub        | I seria | II seria | Punkty |
| ---- | ------------- | ----------- | ------- | -------- | ------ |
| 1.   | Ema Klinec    | SSK Žiri    | 106,5 m | 100,5 m  | 239,1  |
| 2.   | Urša Bogataj  | SSK Ilirija | 104,0 m | 101,0 m  | 237,0  |
| 3.   | Nika Križnar  | SSK Žiri    | 105,5 m | 97,0 m   | 231,0  |
| 4.   | Katra Komar   | SSK Bohinj  | 100,5 m | 93,5 m   | 212,7  |
| 5.   | Špela Rogelj  | SSK Ilirija | 95,5 m  | 91,0 m   | 197,7  |
| 6.   | Jerneja Brecl | SSK Velenje | 92,0 m  | 93,0 m   | 193,5  |
| 7.   | Maja Vtič     | SD Zabrdje  | 90,0 m  | 91,0 m   | 187,3  |
| 8.   | Pia Mazi      | SSK Ilirija | 82,5 m  | 85,0 m   | 155,5  |
| 9.   | Lara Logar    | SSK Zagorje | 83,0 m  | 81,0 m   | 150,2  |
| 10.  | Ana Jereb     | SSK Žiri    | 79,0 m  | 76,0 m   | 133,5  |
| . .. |               |             |         |          |        |

### Drużynowy mieszany – 12 października 2018 – HS109
| Miejsce | Klub           | Zawodnik          | Skok 1  | Skok 2  | Nota  | Punkty |
| ------- | -------------- | ----------------- | ------- | ------- | ----- | ------ |
| 1.      | SSK Ilirija II | Špela Rogelj      | 96,0 m  | 101,5 m | 220,5 | 897,7  |
| 1.      | SSK Ilirija II | Lovro Kos         | 101,5 m | 101,0 m | 227,5 | 897,7  |
| 1.      | SSK Ilirija II | Urša Bogataj      | 102,0 m | 99,0 m  | 228,3 | 897,7  |
| 1.      | SSK Ilirija II | Matija Vidic      | 99,0 m  | 99,0 m  | 221,4 | 897,7  |
| 2.      | SSK Žiri       | Nika Križnar      | 100,5 m | 106,0 m | 236,2 | 892,8  |
| 2.      | SSK Žiri       | Marcel Stržinar   | 93,5 m  | 93,5 m  | 197,6 | 892,8  |
| 2.      | SSK Žiri       | Ema Klinec        | 105,0 m | 104,0 m | 245,7 | 892,8  |
| 2.      | SSK Žiri       | Rok Oblak         | 96,0 m  | 97,5 m  | 213,3 | 892,8  |
| 3.      | SSK Ilirija I  | Ema Volavšek      | 75,0 m  | 81,5 m  | 135,2 | 693,6  |
| 3.      | SSK Ilirija I  | Maksim Bartolj    | 90,0 m  | 92,0 m  | 183,6 | 693,6  |
| 3.      | SSK Ilirija I  | Pia Mazi          | 81,5 m  | 84,0 m  | 152,4 | 693,6  |
| 3.      | SSK Ilirija I  | Timotej Jeglič    | 96,5 m  | 101,5 m | 222,4 | 693,6  |
| 4.      | SK Triglav     | Silva Verbič      | 68,0 m  | 73,0 m  | 105,8 | 646,6  |
| 4.      | SK Triglav     | Mark Hafnar       | 103,5 m | 98,0 m  | 228,7 | 646,6  |
| 4.      | SK Triglav     | Katja Markuta     | 65,0 m  | 68,0 m  | 85,4  | 646,6  |
| 4.      | SK Triglav     | Cene Prevc        | 101,0 m | 100,5 m | 226,7 | 646,6  |
| 5.      | SK Zagorje     | Katarina Pirnovar | 64,0 m  | 61,0 m  | 67,5  | 576,8  |
| 5.      | SK Zagorje     | David Zupanec     | 78,5 m  | 85,0 m  | 149,8 | 576,8  |
| 5.      | SK Zagorje     | Lara Logar        | 83,0 m  | 82,0 m  | 153,0 | 576,8  |
| 5.      | SK Zagorje     | Ernest Prišlič    | 94,0 m  | 98,5 m  | 206,5 | 576,8  |